# Mirosław Maszlanko
Mirosław Maszlanko (ur. 31 maja 1963) – polski artysta ukraińskiego pochodzenia.

## Życiorys
Urodził się w Jelonkach na Warmii. Absolwent Akademii Sztuk Pięknych w Warszawie – dyplom uzyskał na Wydziale Malarstwa pod kierunkiem prof. Stefana Gierowskiego, a aneks z rzeźby u prof. Adama Myjaka. Wcześniej ukończył Technikum Ogrodnicze w Pasłęku.  

## Twórczość

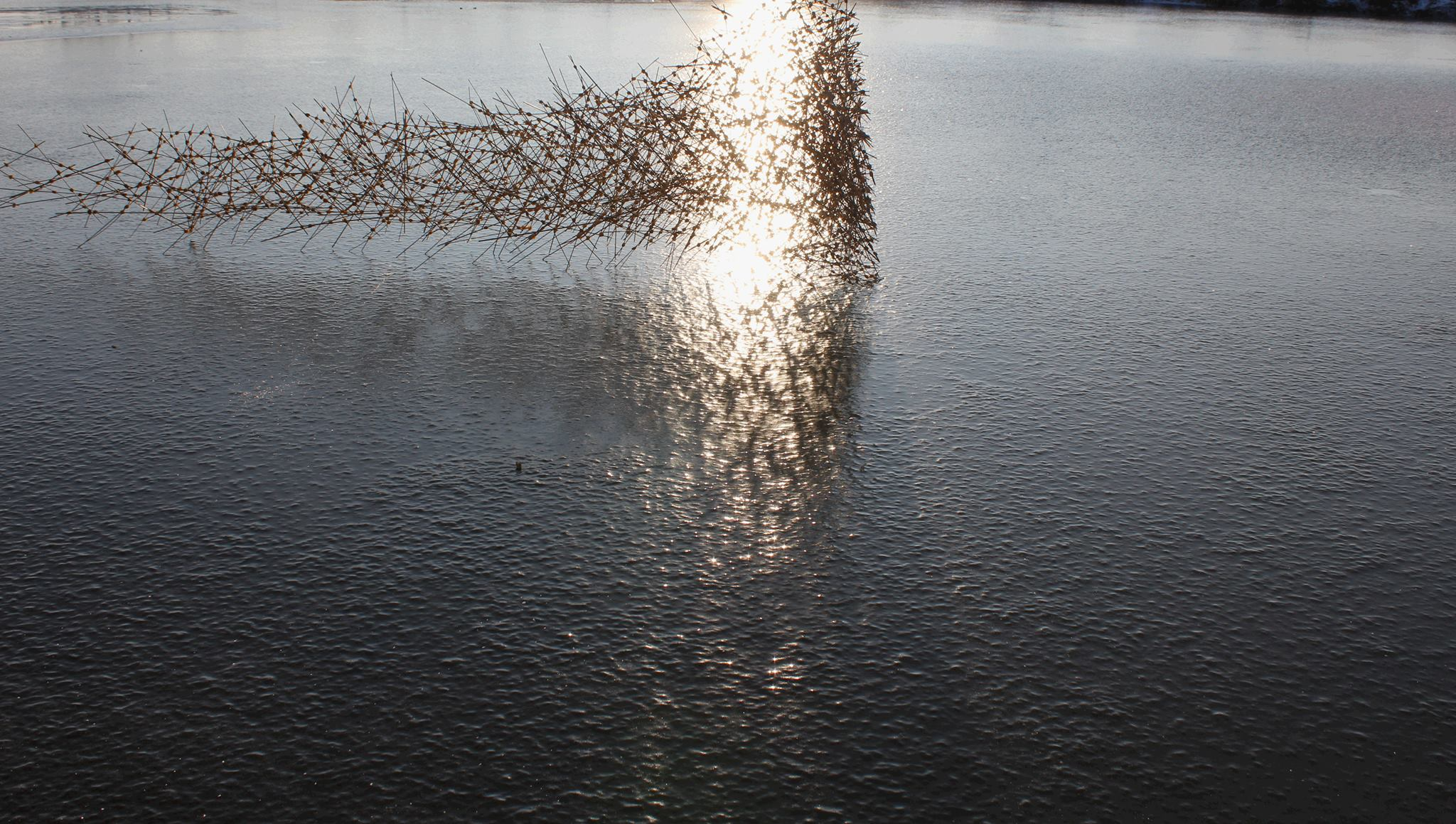
Praca Mirosława Maszlanko zatytułowana Iluminacje, Marwica, 2019.

Jego pierwsza wystawa odbyła się w 1991 w Galerii Białej w Lublinie. Zajmuje się land art i site-specific, nawiązuje do arte povera. Swoje rzeźby, instalacje i formy przestrzenne tworzy z naturalnych materiałów (źdźbła trawy gatunku trzęślica modra, wosk, wiklina, liście i inne fragmenty roślin, drewno, bambus), wykorzystując ich właściwości dla uzyskania ekspresji artystycznej. Jego prace noszą znamiona minimalizmu. Ich istnienie jest z założenia krótkotrwałe i efemeryczne. Są ściśle związane z przestrzenią, w której powstają. W jego dziełach widoczny jest silny związek z krajobrazem wiejskim, otwartą przestrzenią i cyklicznością natury. Prowadzi warsztaty nawiązujące do sztuki ziemi, site-specific. Mieszka i tworzy na Warmii. 
Wielokrotny stypendysta Ministra Kultury oraz The Pollock-Krasner Foundation w Nowym Jorku.

## Wybrane wystawy indywidualne
- 2022 Centrum Sztuki Galeria EL, Elbląg, „Estuarium"[5] – wystawa jest nagrodą za pierwsze miejsce w XXXI Salonie Elbląskim
- 2021 Galeria u Piotra Michałowskiego, Arboretum i Zakład Fizjografii w Bolestraszycach, „Rabacja"[6]
- 2017 KDK  Konstancin, „Sklepienia”[7]
  - KDK Konstancin, „Zwieńczenia”[8]
  - BWA Kielce, „Naturalnie sztuka!” - „Zwój”[9]
- 2016 Galeria Korekta, Warszawa, „Dyfrakcja”
- 2013 Galeria Korekta, Warszawa, „Wcielenie”
- 2012 Galeria Korekta, Warszawa, „Wiara”[10]
- 2011 BWA Koszalin, „Paruzja”

- 2010 CSW Zamek Ujazdowski, Cysterna, Warszawa, „Falowanie”
- 2009 BWA Sanok, „Wolna wola”
- 2008 CSW Kijów, „I dusza, i rozum i ciało”
- 2005 Galeria Biała, Lublin „Łuk”[2]
  - CSW Zamek Ujazdowski, Cysterna, Warszawa, „Pisane na wodzie”
- 2002  ZAPU, Kijów
  - BWA, Bielsko-Biała
- 2001 Instytut Polski, Bratysława
  - Galeria Biała, Lublin

- 1998 Galeria Arsenał, Białystok
  - Galeria Kordegarda, Warszawa
- 1997 BWA, Bielsko-Biała
- 1996 Galeria Biała, Lublin
  - Zamek, Przemyśl
- 1995 Galeria Miejsce, Cieszyn
- 1994 Galeria Biała, Lublin
  - Galeria Kuchnia,Warszawa
- 1993 Galeria Biała, Lublin
  - Laboratorium, Centrum Sztuki Współczesnej Zamek Ujazdowski, Warszawa
  - Galeria Zderzak, Kraków
- 1991 Galeria Biała, Lublin

## Wybrane wystawy zbiorowe i realizacje plenerowe
- 2023 Centrum Sztuki Galeria EL, Elbląg, XXXII Salon Elbląski, „Koniunkcja"[potrzebny przypis] - praca otrzymała Nagrodę Publiczności[11]
  - Arboretum i Zakład Fizjografii w Bolestraszycach, XX Międzynarodowy Plener Artystyczny Wiklina w Arboretum, "Geotropizm II"[potrzebny przypis]
  - Land Art na Granicy, Sławatycze, "Kapsuła Lasu", praca dedykowana idei powołania Turnickiego Parku Narodowego[potrzebny przypis]
- 2022 Arboretum i Zakład Fizjografii w Bolestraszycach, XIX Międzynarodowy Plener Artystyczny Wiklina w Arboretum, "Mimezis"
- 2021 Ośrodek Promocji Kultury Gaude Mater, Park im. Stanisława Staszica, Częstochowa, „Dwoistość"[12]
  - Centrum Sztuki Galeria EL, Elbląg, XXI Salon Elbląski, „Konfiguracja"
  - Arboretum i Zakład Fizjografii w Bolestraszycach, Plener Artystyczny Wiklina w Arboretum, „Ornitografie"[13]
  - Festiwal LAND ART, Zawoja, Babiogórski Park Narodowy, „Komorebi"[14], praca dedykowana obrońcom Puszczy Karpackiej blokującym wycinkę Turnickiego Parku Narodowego z Inicjatywy Dzikie Karpaty[potrzebny przypis]
  - Land Art Festiwal ETNOMŁYN, Dorohucz, "Resublimacja"[15]
- 2020 Arboretum i Zakład Fizjografii w Bolestraszycach, Plener Artystyczny Wiklina w Arboretum 2020, „Zegar słoneczny"[16]
  - The 4th Homar Light Art Performance Video and Photo, Iran, "Z Nad"[17]
  - Galeria Miejska w Częstochowie, 10. Triennale Sztuki Sacrum „Świętość natury?", „Pareidolia"[18]
- 2019 Arboretum i Zakład Fizjografii w Bolestraszycach, XVII Międzynarodowy Plener Artystyczny Wiklina w Arboretum, „Wieloskręty 2"[19]
  - 8. Fonomo Music and Film Festiwal, Kozielec, „Cumowanie"[20]
- 2018  Arboretum i Zakład Fizjografii w Bolestraszycach, XVI Międzynarodowy Plener Artystyczny, „Odbicie”[21]
  - Landart Festiwal, Bubel, „Święto”
  - Biennale of Land Art w Pordenone
- 2017 Toruń, Festiwal „Wizje”, „Tuba Dei II”[22]
  - Arboretum i Zakład Fizjografii w Bolestraszycach, XV Międzynarodowy Plener Artystyczny Wiklina w Arboretum, „Żołna”[23]
- 2016  Arboretum i Zakład Fizjografii w Bolestraszycach, Międzynarodowy Plener Artystyczny Wiklina w Arboretum, „Klepsydra”
  - Landart Festiwal, Bubel, „Dom", „Opus reticulatum”[24]
- 2015 Zachęta Narodowa Galeria Sztuki, Warszawa, „Ogrody”, „Membrany”[25]
- 2014 Landart Festiwal, Roztoczański Park Narodowy, Zwierzyniec, „Drzewo", „Tomografia drzewa”[26]
- 2013 Instytut Polski, Düsseldorf, „Frohes fest”[27]
- 2009 Galeria Grodzka, Galeria Labirynt 2, Lublin „Rozważania rysunkowe”
- 2008 Galeria Biała, Lublin, „Remont”
- 2006 Miejska Galeria Sztuki, Łódź, „Zażyłość z naturą”
- 2005 Galeria  Arsenał, Białystok, „Wesołych Świąt”
- 2004 Centrum Sztuki Współczesnej w Kijowie, „Zanurzenie”[28]
- 2001 Galeria S, Bremen
  - Centrum Rzeźby Polskiej w Orońsku,
- 1997 Galeria Miejsce, Brno
  - Galeria Dzyga, Lwów
  - Centrum Rzeźby Polskiej w Orońsku,
- 1994  Instytut Polski, Budapeszt
- 1993 Galeria Biała, Lublin
- 1992 Centrum Rzeźby Polskiej w Orońsku
- 1991 Galeria BWA, Lublin
  - Fabrik Freir Kunstschule, Nurtingen
- 1989 U.A.A. Gallery, Nowy Jork
- 1988 St.Vladimir Gallery, Toronto
  - Galeria Dziekanka, Warszawa